# Hissjön, Umeå kommun
Hissjön är en tätort i Umeå kommun. Orten är belägen längs länsväg 363 vid norra änden av Hissjön.

## Historia
Ortnamnet Hissjön anses ha med Hiske att göra. Troligen betyder det "hiskarnas" fiskesjö.
Byn har varit bebyggd åtminstone sedan mitten av 1500-talet – 1570 fanns här 8 bönder. 

### Befolkningsutveckling
| Befolkningsutvecklingen i Hissjön 1975–2020 | Befolkningsutvecklingen i Hissjön 1975–2020 | Befolkningsutvecklingen i Hissjön 1975–2020 | Befolkningsutvecklingen i Hissjön 1975–2020 | Befolkningsutvecklingen i Hissjön 1975–2020 |
| ------------------------------------------- | ------------------------------------------- | ------------------------------------------- | ------------------------------------------- | ------------------------------------------- |
|                                             |                                             |                                             |                                             |                                             |
| År                                          |                                             |                                             | Folkmängd                                   | Areal (ha)                                  |
| 1975                                        | 1975                                        |                                             | 248                                         |                                             |
| 1980                                        | 1980                                        |                                             | 269                                         |                                             |
| 1990                                        | 1990                                        |                                             | 249                                         | 51                                          |
| 1995                                        | 1995                                        |                                             | 341                                         | 54                                          |
| 2000                                        | 2000                                        |                                             | 383                                         | 60                                          |
| 2005                                        | 2005                                        |                                             | 447                                         | 68                                          |
| 2010                                        | 2010                                        |                                             | 477                                         | 76                                          |
| 2015                                        | 2015                                        |                                             | 471                                         | 107                                         |
| 2020                                        | 2020                                        |                                             | 478                                         | 113                                         |
| Anm.: Ny tätort 1975                        |                                             |                                             |                                             |                                             |

## Samhället
Centralt i orten ligger Hissjö bygdegård, byggd 1902 som folkskola men sedan 1961 använd för lokala evenemang. En ny ny skola invigdes 1956.
Ortens idrottsförening Hissjö SK, som har närmare 300 medlemmar, håller igång flera idrottsanläggningar – konstgräsplan för fotboll, beachvolleyplan, tennisbana, ishockeyrink och elljusspår för längdskidåkning – samt en klubbstuga med  duschar, bastu och festlokal.

## Personer från orten
Från orten härstammade kraftkarlen Sixten Landby –  "Buffeln från Hissjö" – och hans bror Kurt Landby.